# Nay (Pyrénées-Atlantiques)
Nay ist eine französische Gemeinde mit 3203 Einwohnern (Stand 1. Januar 2022) im Département Pyrénées-Atlantiques in der Region Nouvelle-Aquitaine. Sie gehört zum Arrondissement Pau und ist Hauptort des Kantons Ouzom, Gave et Rives du Neez (bis 2015: Hauptort der beiden Kantone Nay-Ouest und Nay-Est).

## Geographie

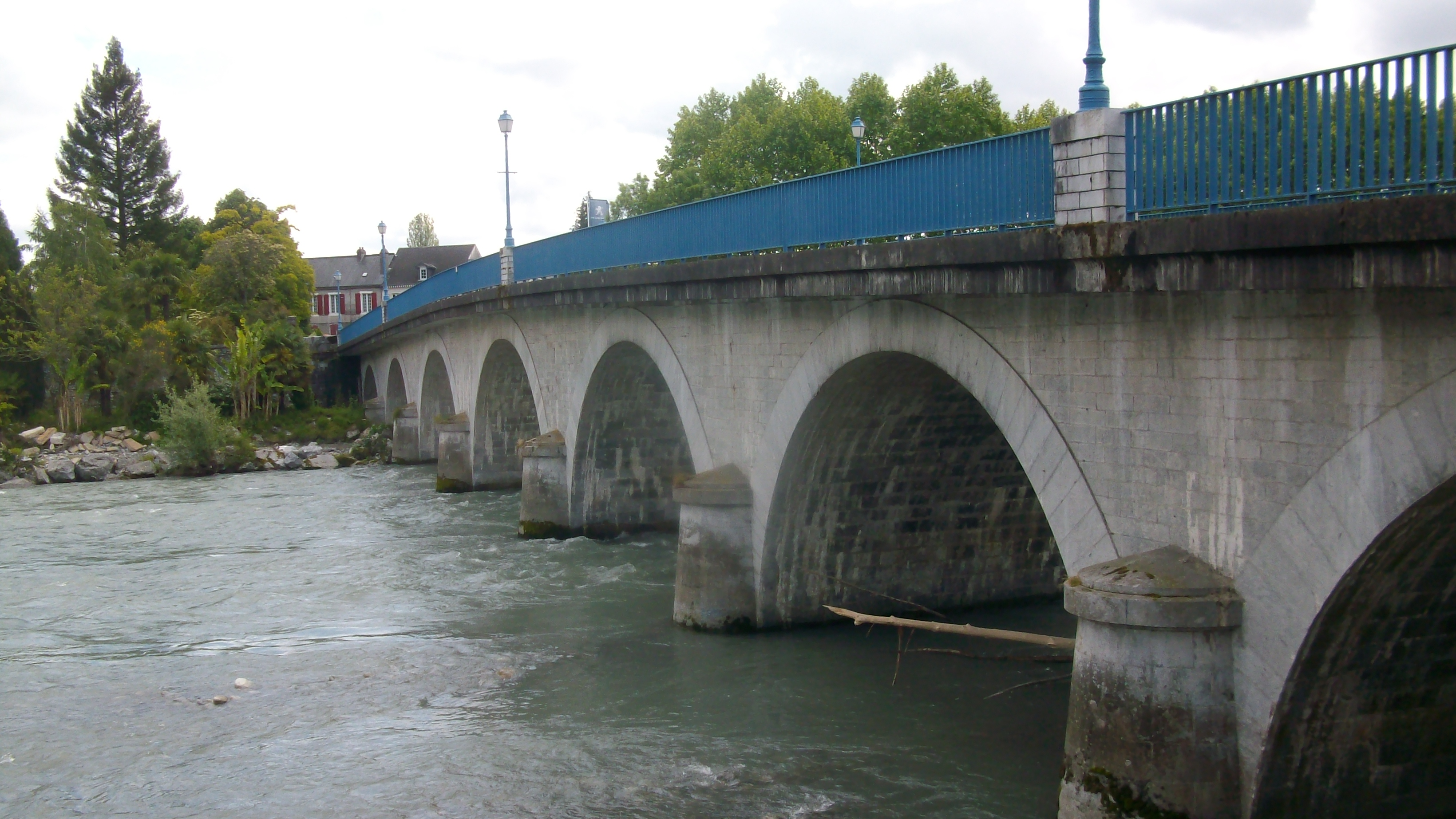
Brücke über den Gave de Pau in Nay

Nay liegt etwa 20 Kilometer südöstlich von Pau direkt am Gave de Pau, einem Nebenfluss des Adour. Die Kleinstadt hat mit dem Bahnhof Coarraze-Nay Anschluss nach Toulouse und Bayonne und wird von Intercitys der SNCF und Regionallinien der TER Aquitaine und der TER Occitanie bedient.
Nachbargemeinden von Nay sind:
- Asson
- Bourdettes
- Igon
- Coarraze

## Geschichte
1120 wurde Nay das erste Mal erwähnt. 1302 wurde die Stadt gegründet. 1543 wurde die Kleinstadt von einem Feuer fast vollständig zerstört. Und kaum hatten sich die Bewohner davon erholt, wurde die Stadt von den Hugenotten 1569 geplündert. Später diente Nay als Handelszentrum. Hier werden, neben Oloron-Sainte-Marie, immer noch aus Wolle die bekannten Baskenmützen (Bèret) hergestellt. Dies wird heute im Baskenmützen Museum dokumentiert. 
Nay wurde immer wieder von Hochwasser des Gave de Pau heimgesucht, zuletzt im Juni 2013 beim großen Hochwasser.

## Bevölkerungsentwicklung
| Jahr      | 1962  | 1968  | 1975  | 1982  | 1990  | 1999  | 2011  | 2022  |
| Einwohner | 3.444 | 3.440 | 3.171 | 3.275 | 3.294 | 3.204 | 3.168 | 3.203 |

## Persönlichkeiten
- Jacques Abbadie (1654–1727), Theologe
- Charles Borel-Clerc (1879–1959), Komponist
- Victor Fontan (1892–1982), Radrennfahrer, lebte in Nay